# Pencak silat tại Đại hội Thể thao Đông Nam Á 2017
Pencak silat tại Đại hội Thể thao Đông Nam Á năm 2017 diễn ra từ ngày 24 đến ngày 29 tháng 8 năm 2017 tại Kuala Lumpur Convention Centre, thủ đô Kuala Lumpur, Malaysia. Các nội dung tranh tài được phân chia thành hai nhóm: Seni (diễn kỹ thuật biểu diễn cá nhân, đôi và đồng đội nghệ thuật) và Tanding (đối kháng thi đấu theo hạng cân nam-nữ).
Đoàn chủ nhà Malaysia thống trị môn thể thao này khi giành được 10 huy cương vàng.

## Bảng huy chương
| Hạng               | Đoàn               | Vàng | Bạc | Đồng | Tổng số |
| ------------------ | ------------------ | ---- | --- | ---- | ------- |
| 1                  | Malaysia           | 10   | 2   | 4    | 16      |
| 2                  | Việt Nam           | 4    | 6   | 2    | 12      |
| 3                  | Indonesia          | 2    | 4   | 9    | 15      |
| 4                  | Singapore          | 2    | 4   | 6    | 12      |
| 5                  | Thái Lan           | 1    | 2   | 6    | 9       |
| 6                  | Philippines        | 1    | 0   | 4    | 5       |
| 7                  | Brunei             | 0    | 1   | 0    | 1       |
| 8                  | Lào                | 0    | 0   | 3    | 3       |
| Tổng số (8 đơn vị) | Tổng số (8 đơn vị) | 20   | 19  | 34   | 73      |

## Tóm tắt kết quả

### Seni (biểu diễn)
| Nội dung     | Vàng                                                               | Bạc                                                                     | Đồng                                                                                            |
| ------------ | ------------------------------------------------------------------ | ----------------------------------------------------------------------- | ----------------------------------------------------------------------------------------------- |
| Đơn nam      | Muhammad Afifi Nordin · Malaysia                                   | Sugianto · Indonesia                                                    | Ilyas Sadara · Thái Lan                                                                         |
| Đơn nữ       | Nurzuhairah Yazid · Singapore                                      | Norleyermah Haji Raya · Brunei                                          | Puspa Arumsari · Indonesia                                                                      |
| Đôi nam      | Malaysia · Mohd Taqiyuddin Hamid · Rosli Sharif                    | Indonesia · Yolla Primadona Jampil · Hendy                              | Singapore · Nujaid Hasif Zainal Abidin · Muhammad Haziq Zainal Abidin                           |
| Đôi nữ       | Malaysia · Nor Hamizah Hassan · Nur Syazreen Malik                 | Singapore · Nur Azlyana Ismail · Nurhanishah Shahrudin                  | Indonesia · Ririn Rinasih · Riska Hermawan                                                      |
| Đồng đội nam | Indonesia · Anggi Faisal Mubarok · Asep Yuldan Sani · Nunu Nugraha | Malaysia · Mohd Faiz Abd Malek · Muhammad Syafiq Ibrahim · Sazzlan Yuga | Singapore · Hamillatu Arash Juffrie · Muhammad Haziq Zainal Abidin · Nujaid Hasif Zainal Abidin |
| Đồng đội nữ  | Việt Nam · Nguyễn Thị Huyền · Nguyễn Thị Thúy · Nguyễn Thị Thu Hà  | Không có                                                                | Indonesia · Gina Tri Lestari · Lutfi Nurhasanah · Pramudita Yuristya                            |

### Tanding (đối kháng)

#### Nam
| Hạng cân        | Vàng                               | Bạc                                 | Đồng                                 |
| --------------- | ---------------------------------- | ----------------------------------- | ------------------------------------ |
| Hạng A 45–50 kg | Dines Dumaan · Philippines         | Firman · Indonesia                  | Mastafa Fitri Masjuri · Malaysia     |
| Hạng A 45–50 kg | Dines Dumaan · Philippines         | Firman · Indonesia                  | Muhammad Ridhwan Selamat · Singapore |
| Hạng B 50–55 kg | Muhammad Faizul Nasir · Malaysia   | Nguyễn Đình Tuấn · Việt Nam         | Galang Tri Widya Putra · Indonesia   |
| Hạng B 50–55 kg | Muhammad Faizul Nasir · Malaysia   | Nguyễn Đình Tuấn · Việt Nam         | Bo Thammavongsa · Lào                |
| Hạng C 55–60 kg | Sobri Cheni · Thái Lan             | Nguyễn Thái Linh · Việt Nam         | Hanifan Yudani Kusumah · Indonesia   |
| Hạng C 55–60 kg | Sobri Cheni · Thái Lan             | Nguyễn Thái Linh · Việt Nam         | Rick-Rod Ortega · Philippines        |
| Hạng D 60–65 kg | Razak Ghazali · Malaysia           | Pornteb Poolkaew · Thái Lan         | Noukhit Latsaphao · Lào              |
| Hạng D 60–65 kg | Razak Ghazali · Malaysia           | Pornteb Poolkaew · Thái Lan         | Jefferson Rhey Loon · Philippines    |
| Hạng E 65–70 kg | Mohd Al Jufferi Jamari · Malaysia  | Phạm Tuấn Anh · Việt Nam            | Kuibrohem Kubaha · Thái Lan          |
| Hạng E 65–70 kg | Mohd Al Jufferi Jamari · Malaysia  | Phạm Tuấn Anh · Việt Nam            | Mohammad Syahir Agus · Singapore     |
| Hạng F 70–75 kg | Mohd Fauzi Khalid · Malaysia       | Trần Đình Nam · Việt Nam            | Seksan Srimarn · Thái Lan            |
| Hạng F 70–75 kg | Mohd Fauzi Khalid · Malaysia       | Trần Đình Nam · Việt Nam            | Komang Harik Adi Putra · Indonesia   |
| Hạng G 75–80 kg | Nguyễn Duy Tuyến · Việt Nam        | Muhd Nur Alfian Juma'en · Singapore | Mohamed Khusairy Azhar · Malaysia    |
| Hạng G 75–80 kg | Nguyễn Duy Tuyến · Việt Nam        | Muhd Nur Alfian Juma'en · Singapore | Pimpirat Tonkhieo · Thái Lan         |
| Hạng H 80–85 kg | Muhammad Robial Sobri · Malaysia   | Lê Sĩ Kiên · Việt Nam               | Anton Yuspermana · Indonesia         |
| Hạng H 80–85 kg | Muhammad Robial Sobri · Malaysia   | Lê Sĩ Kiên · Việt Nam               | Surasak Deklee · Thái Lan            |
| Hạng I 85–90 kg | Nguyễn Văn Trí · Việt Nam          | Muhammad Shakir Juanda · Singapore  | Juryll del Rosario · Philippines     |
| Hạng I 85–90 kg | Nguyễn Văn Trí · Việt Nam          | Muhammad Shakir Juanda · Singapore  | Ahmad Badrirullah Rahmat · Malaysia  |
| Hạng J 90–95 kg | Sheik Farhan Alau'ddin · Singapore | Mohd Khaizul Yaacob · Malaysia      | Eko Febrianto · Indonesia            |
| Hạng J 90–95 kg | Sheik Farhan Alau'ddin · Singapore | Mohd Khaizul Yaacob · Malaysia      | Mã Văn Đạt · Việt Nam                |

#### Nữ
| Hạng cân        | Vàng                          | Bạc                              | Đồng                              |
| --------------- | ----------------------------- | -------------------------------- | --------------------------------- |
| Hạng A 45–50 kg | Phạm Thị Tươi · Việt Nam      | Atiq Syazwani Roslan · Singapore | Nurul Annisa Sobri · Malaysia     |
| Hạng A 45–50 kg | Phạm Thị Tươi · Việt Nam      | Atiq Syazwani Roslan · Singapore | Princesslyn Enopia · Philippines  |
| Hạng B 50–55 kg | Wewey Wita · Indonesia        | Trần Thị Thêm · Việt Nam         | Nurul Shafiqah Saiful · Singapore |
| Hạng B 50–55 kg | Wewey Wita · Indonesia        | Trần Thị Thêm · Việt Nam         | Suda Lueangaphichatkun · Thái Lan |
| Hạng D 60–65 kg | Siti Shazwana Ajak · Malaysia | Rewadee Damsri · Thái Lan        | Sarah Tria Monita · Indonesia     |
| Hạng D 60–65 kg | Siti Shazwana Ajak · Malaysia | Rewadee Damsri · Thái Lan        | Nurul Suhaila · Singapore         |
| Hạng E 65–70 kg | Siti Rahmah Nasir · Malaysia  | Pipiet Kamelia · Indonesia       | Nguyễn Thị Yến · Việt Nam         |
| Hạng E 65–70 kg | Siti Rahmah Nasir · Malaysia  | Pipiet Kamelia · Indonesia       | Paloy Barckkam · Lào              |